# Collegio dei Gesuiti (Caltanissetta)
L'ex collegio dei Gesuiti è un edificio storico di Caltanissetta, situato lungo corso Umberto I, che oggi ospita la biblioteca comunale "Luciano Scarabelli" e l'istituto superiore di studi musicali "Vincenzo Bellini".

## Storia
L'arrivo dei gesuiti a Caltanissetta fu patrocinato dalla contessa Aloisia Luna y Vega, madre del conte di Caltanissetta Francesco II Moncada, che già aveva fondato i collegi di Bivona, nel 1554, e Caltabellotta, nel 1558. La contessa, oltre a finanziare nel 1588 la costruzione del collegio di Caltanissetta, donò ai padri gesuiti il giardino del vecchio convento dei frati cappuccini in contrada Scopatore, le terre di Cappellano e altri terreni nei dintorni della città, in modo da garantire loro un sostegno economico. A questo si aggiunse una rendita annuale garantita dall'Università di Caltanissetta.
I lavori iniziarono il 1º gennaio 1589 e furono diretti in una prima fase dal padre gesuita Alfio Vinci coadiuvato da Salvo Blasco e Andrea Rosso; alla morte del primo fu sostituito da Giacomo Frini. I gesuiti non attesero la fine dei lavori per trasferirsi a Caltanissetta, e in questo periodo furono ospitati presso la chiesa di San Rocco, oggi scomparsa. Le prime stanze furono completate intorno al 1595, e furono occupate da alcuni sacerdoti. Il collegio fu aperto il 21 ottobre 1600, quasi dodici anni dopo l'inizio dei lavori, e nel 1605 fu completata la costruzione dell'annessa chiesa di Sant'Agata. I lavori al collegio tuttavia continuarono per i secoli successivi, e gli ultimi ampliamenti avvennero nel XX secolo.
Il primo rettore fu il padre Giuseppe Grillo da Palermo, accompagnato da venti sacerdoti. L'arrivo dei gesuiti in città determinò l'aumento del livello di istruzione dei ceti abbienti, che poterono frequentare i corsi scolastici aperti presso il collegio; ciò nonostante, nella loro travagliata storia i gesuiti furono espulsi dal loro collegio di Caltanissetta per tre volte:
- nel 1767, a seguito della soppressione della Compagnia di Gesù dai possedimenti spagnoli; il collegio fu affidato alle monache benedettinne di Santa Croce fino al ritorno dei gesuiti nel 1808;
- nel 1848, in occasione della rivoluzione siciliana del 1848; ritornarono in possesso del collegio l'anno successivo;
- nel 1860, durante la dittatura di Garibaldi, quando il prodittatore Antonio Mordini assegnò definitivamente i locali del collegio al Comune, a condizione che questi venissero utilizzati per attività legate all'istruzione.

L'ex collegio gesuitico (a sinistra) in una cartolina dei primi del Novecento

In linea con quanto stabilito dal decreto di assegnazione, il Comune ne mantenne la destinazione d'uso, e a partire dal 1860 vi stabilì le scuole tecniche, il liceo classico, la scuola elementare e la biblioteca comunale; una piccola parte fu occupata persino dal carcere femminile. Questo causò un'inesorabile frammentazione dell'edificio che si sarebbe accentuata negli anni a venire. Infatti, intorno al 1890, circa metà dell'edificio fu assegnato alla Provincia, che vi trasferì l'ospizio di beneficenza (in seguito rinominato "Istituto Umberto I"); a partire da quegli anni la parte di pertinenza della Provincia fu pesantemente alterata da nuove costruzioni che proseguirono fino al secondo dopoguerra.
La restante parte, rimasta al Comune, continuò ad ospitare la biblioteca e il liceo classico. Nel 1966 il liceo fu spostato nella nuova e attuale sede di via Rosso di San Secondo, e al suo posto vi venne alloggiata provvisoriamente la scuola media Rosso di San Secondo; nel 1985 anche la scuola media fu spostata in una nuova sede. Rimasto in gran parte vuoto, l'edificio fu interessato da lavori di restauro iniziati nel 1998, alla fine dei quali i locali furono interamente destinati alla biblioteca. Il restauro non riguardò la parte di edificio di proprietà della Provincia, profondamente alterata, che ospitò l'istituto Umberto I fino al 1996, e che oggi è occupata interamente dal liceo musicale.

### Istituzioni ospitate

La biblioteca Scarabelli negli anni trenta

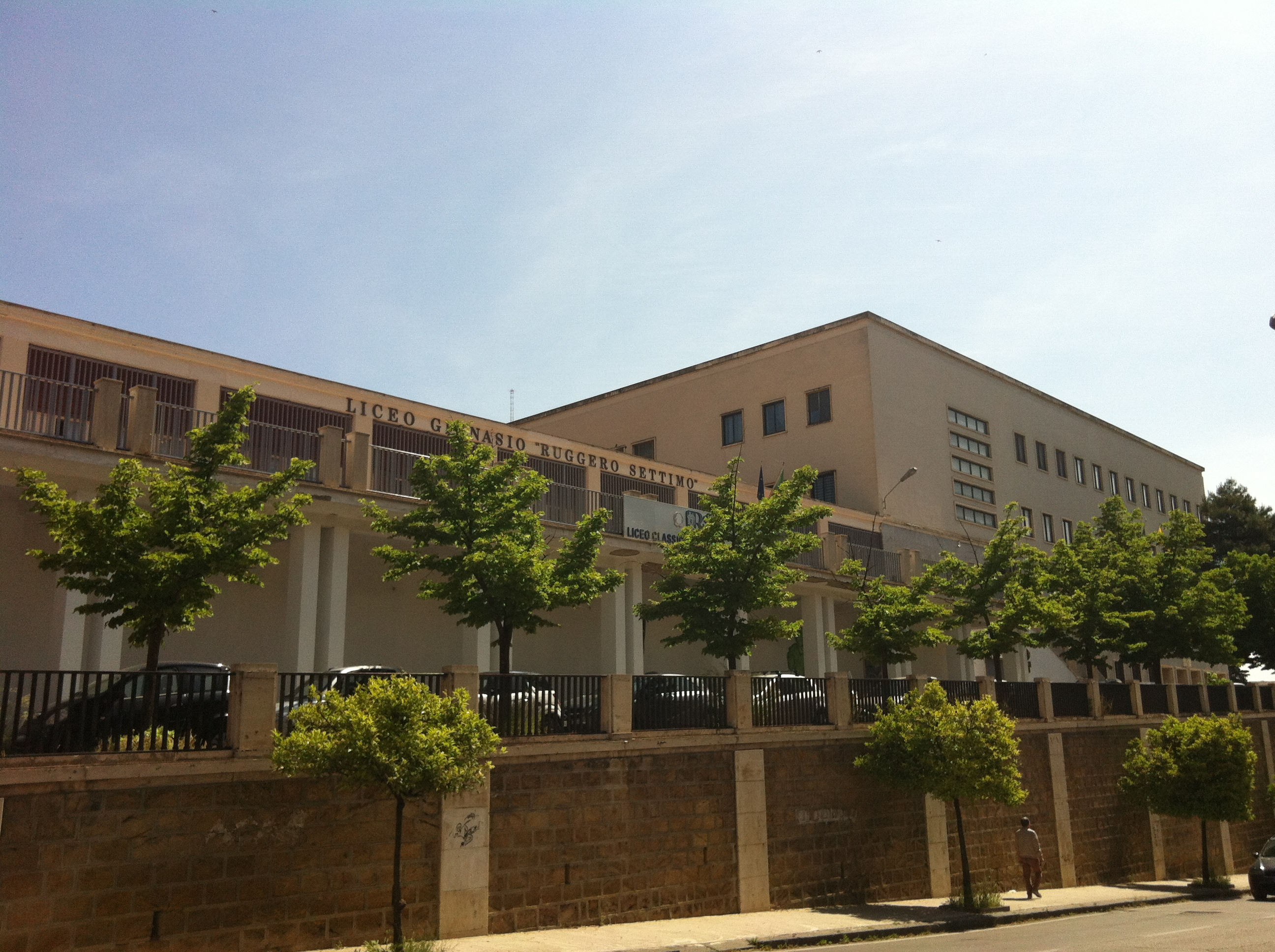
Nuova sede del liceo classico Ruggero Settimo

A partire dal 1860, l'ex collegio gesuitico fu sede di varie istituzioni che si avvicendarono nel tempo.
Biblioteca comunale (1862–presente)Fu istituita con una delibera comunale nel 1862. Il primo nucleo del patrimonio librario proveniva dalle biblioteche degli ordini religiosi soppressi, tra cui gli stessi gesuiti. Un contributo importante arrivò dal piacentino Luciano Scarabelli, docente presso l'Università di Bologna, che regalò oltre 2500 volumi; in segno di gratitudine, dal 1882 gli è intitolata la biblioteca. Dopo il restauro degli anni novanta, la biblioteca occupa interamente la parte dell'ex collegio gesuitico di pertinenza del Comune. Ha un patrimonio di oltre 140.000 volumi tra cui più di mille cinquecentine e quasi trecento manoscritti.
Liceo musicale (1970–presente)Fu istituito dall'amministrazione provinciale nel 1970 presso un'ala dell'ex collegio e intitolato al siciliano Vincenzo Bellini. Inizialmente contava cinque scuole (violino, violoncello, pianoforte, flauto e canto); nel 1979 ottenne il pareggiamento ai conservatori di stato e negli anni successivi furono avviate altre scuole all'interno dell'istituto. Oggi fa parte del circuito dell'alta formazione artistica, musicale e coreutica istituita dal MIUR nel 1999. Dal 1996 la struttura occupa anche i locali appartenuti all'istituto Umberto I, e include 24 aule, una cappella, un auditorium e una sala conferenze.
Ospizio di beneficenza (1896–1996)Istituito nel 1853 con decreto di Ferdinando II di Borbone e inaugurato nel 1856, operò fino al 1869 nei locali del convento di San Francesco di Paola, e fino al 1896 nel convento dei Minimi in via Re d'Italia. In quell'anno, dopo un accordo con il Comune, fu trasferito in un'ala dell'ex collegio gesuitico, e nel 1900 fu intitolato a re Umberto I. L'ospizio, che dal 1935 mutò il nome in "istituto Umberto I", accoglieva orfani e bisognosi, offriva loro istruzione e insegnava loro un mestiere. Dopo un lento declino, la giunta provinciale ne decretò la chiusura nel 1996.
Liceo classico (1863–1966)Fu fondato nel 1863 e sostituì definitivamente il liceo gesuitico, unica scuola della città sin dalla sua apertura nel 1809. Nel 1865 il liceo e il ginnasio furono unificati in un unico istituto intitolato a Ruggero Settimo. Nel 1966 fu trasferito presso la nuova e attuale sede di via Rosso di San Secondo, in un moderno edificio.

## Descrizione

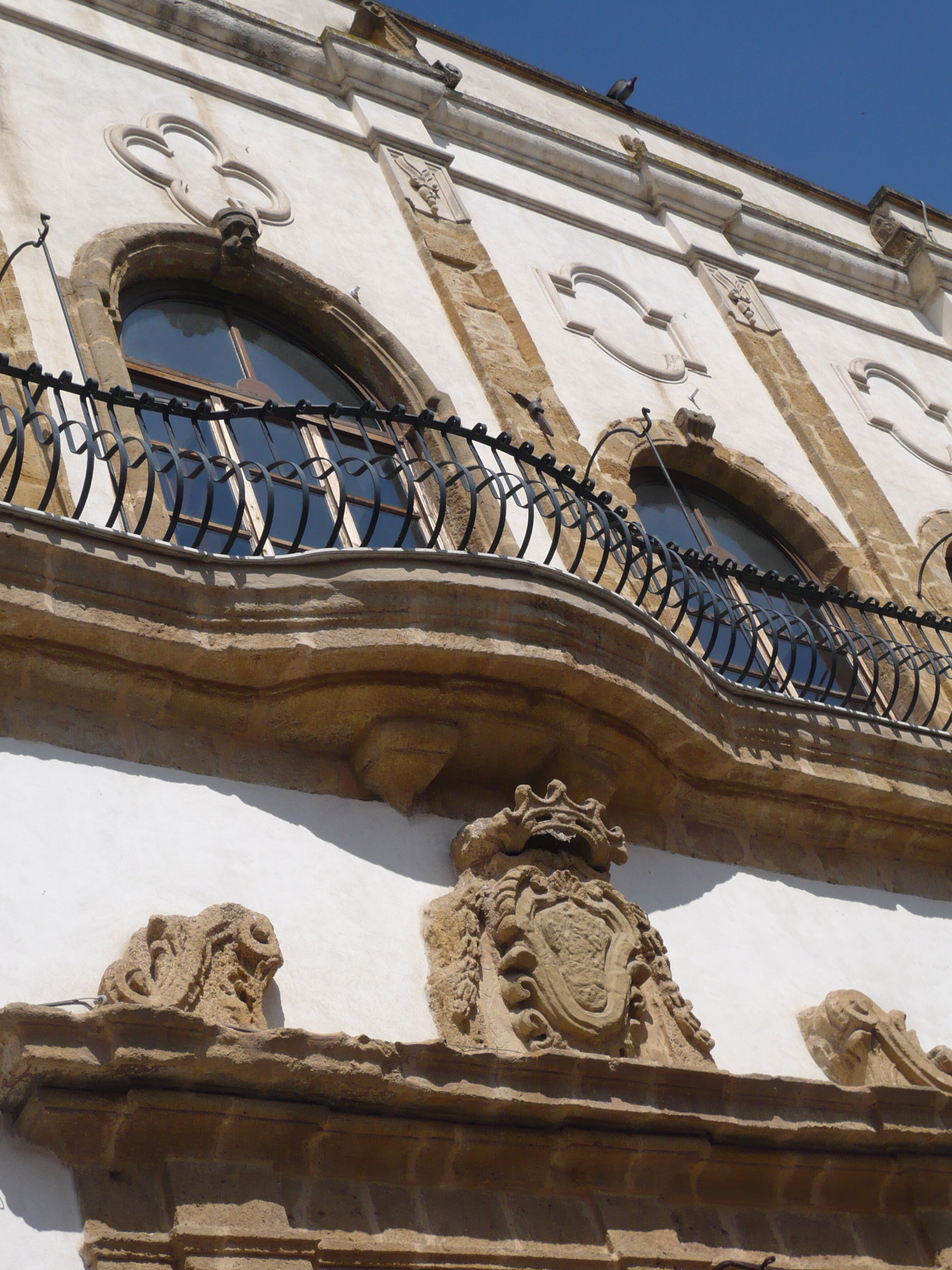
Particolare della balconata sul fronte principale

L'impianto planimetrico è a blocco chiuso con cortile centrale, e presumibilmente incompleto; il secondo cortile infatti fu realizzato solo parzialmente e successivamente occupato dalle costruzioni rivolte su via Re d'Italia. Il collegio presenta il prospetto principale interamente su corso Umberto I, sopra un bastione realizzato dopo il 1850 su progetto dell'architetto comunale Agostino Lo Piano. È caratterizzato da un portale monumentale che dà accesso al cortile porticato interno, e una balconata continua che collega cinque aperture poste al secondo livello. Il prospetto che si affaccia su via Re d'Italia, corrispondente all'ex istituto Umberto I, è stato ristrutturato nel XIX secolo e si presenta molto diverso da quello principale.